# 5692 (année hébraïque)
5692 (hébreu : ה'תרצ"ב , abbr. : תרצ"ב) est une année hébraïque qui a commencé à la veille au soir du 12 septembre 1931 et s'est finie le 30 septembre 1932. Cette année a compté 385 jours. Ce fut une année embolismique dans le cycle métonique, avec deux mois de Adar - Adar I et Adar II. Ce fut la première année depuis la dernière année de chemitta.

## Calendrier
Ce calendrier hébraïque de l'année 5692 donne les correspondances avec les dates du calendrier grégorien.
Le premier nombre dans chaque case correspond au jour du mois hébraïque. Les jours en couleurs sont des jours remarquables juifs .
| ◄◄ | 5692 | ►► |

## Naissances
- Tomy Lapid
- Meir Kahane

## Décès
- Yosef Chaim Sonnenfeld
- Patrick Geddes

5687 - 5688 - 5689 - 5690 - 5691 - 5692 - 5693 - 5694 - 5695 - 5696 - 5697